# Blanca Li

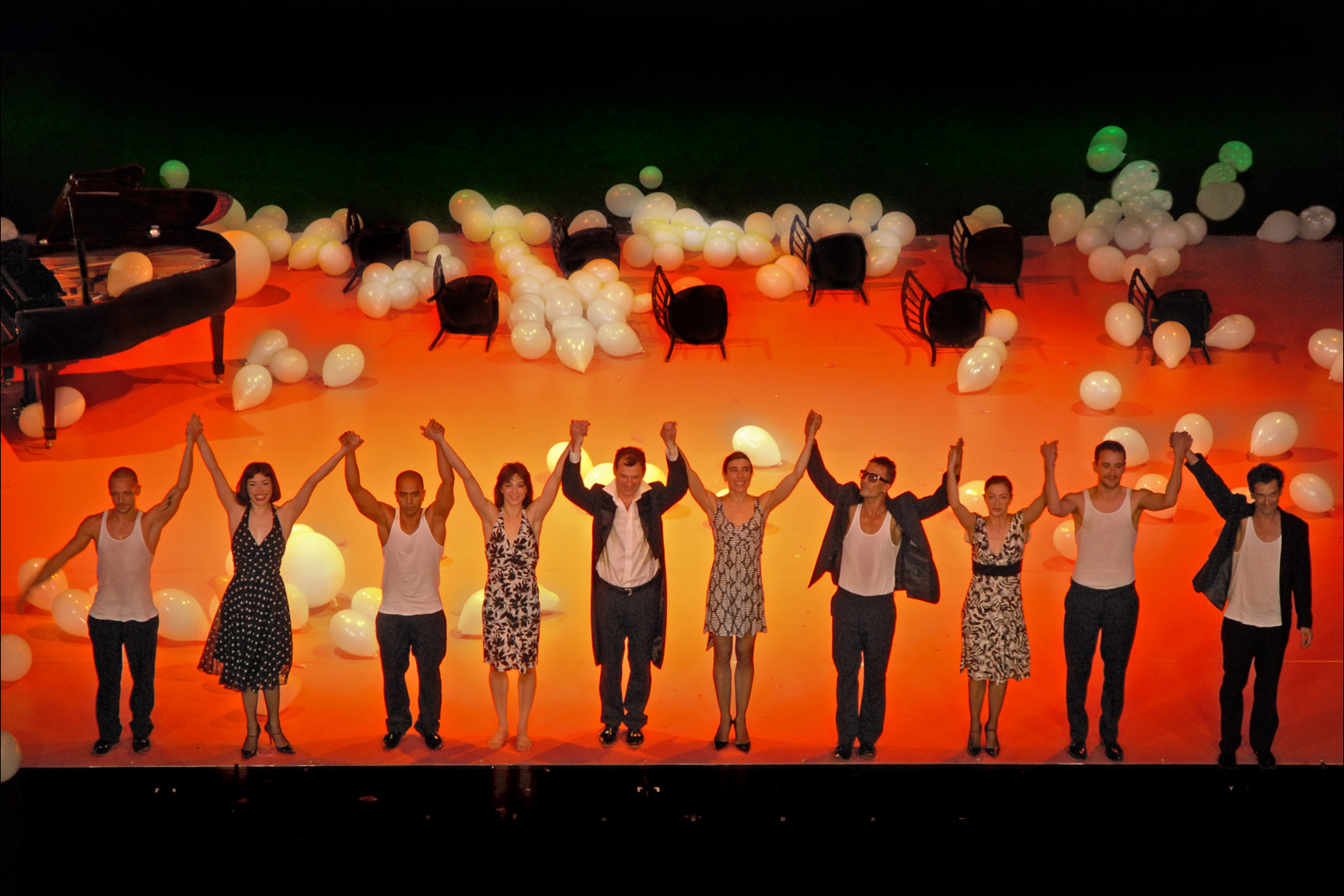
Blanca Li en su espectáculo Le jardin des délices en el Teatro de los Campos Elíseos

Blanca María Gutiérrez Ortiz (Granada, 12 de enero de 1964), más conocida como Blanca Li, es una coreógrafa, bailarina,  directora de escena, cineasta y realizadora española. Su estilo va desde el flamenco al Hip-hop, pasando por el ballet clásico y la danza barroca. Blanca Li también ha ejercido de directora artística de varias instituciones relacionadas con las artes escénicas, como el BerlinBallet-Komische Oper de Berlín, el Centro Andaluz de Danza en Sevilla, los Teatros del Canal y el Centro Coreográfico Canal en Madrid y, actualmente, el Parque de La Villette en París. 

## Biografía
En el año 1964, Blanca Li nace en Granada, en el seno de una familia numerosa de siete hermanos. Durante su infancia, comienza a recibir clases de flamenco y se presenta a un certamen para formar parte del equipo nacional de gimnasia rítmica. A los 12 años es aceptada en el equipo, pero por motivos de salud relacionados con su crecimiento, abandona el equipo seis meses antes de las Olimpiadas. No obstante, debido a su necesidad de actividad física, Blanca Li decide cambiar la gimnasia por la danza.
A los 17 años se muda a Nueva York, donde se forma como bailarina y coreógrafa durante cinco años en la escuela de Martha Graham. Posteriormente también estudiará en las escuelas de Alvin Ailey, Paul Sanasardo, y el Clark Center, así como con el artista con Merce Cunningham.
En Nueva York, Blanca vive en Harlem, donde presencia el nacimiento del hip-hop. Tiene lugar en el East Village su primer espectáculo, compuesto por diferentes estilos: danza clásica, moderna y hip-hop. Durante esos años Blanca conoce a Etienne Li, un matemático artista del grafiti franco-coreano, que diseña los folletos de su primer espectáculo y que posteriormente se convertirá en su pareja. 
Durante su estancia en Nueva York forma con su hermana, Chus Gutiérrez, un grupo de pop que canta flamenco-rap feminista, vestidas con trajes de flamenca al que bautizan como Xoxonees. Reciben una oferta en España, donde sacan un disco homónimo en el año 1989. A finales de los ochenta, funda su primera compañía en Madrid. En el año 1992, actúa con ella en la Exposición Universal de Sevilla.
En ese mismo año, Blanca Li se muda a París. Durante su primer año en la capital francesa trabaja en un cabaret de Pigalle, donde se dedica a presentar a cantantes y otros artistas.

## Compañía de danza Blanca Li
En 1993, se establece en París para fundar su propia compañía de danza contemporánea, con un repertorio de 14 grandes piezas. En 1998, abre su estudio de baile en París. Macadam Macadam, una obra hip-hop creada para el festival Suresnes Cite Danse de 1999, se convierte en una referencia del género que realiza una gira mundial pasando por diversos festivales como el Festival de Aviñón o el Festival of Arts and Ideas en New Haven. En 2006, Macadam Macadam recibe el premio Globes de Cristal al mejor musical. Blanca crea Zap! Zap! Zap!, su primer espectáculo representado únicamente por una mujer, que triunfó en el Teatro Nacional de Chaillot en París y en la sala The Kitchen de Nueva York en el festival France Moves Festival (2001).
Para la creación de sus obras, Blanca toma la inspiración de diversas fuentes: desde las ceremonias de trance Gnawa marroquíes para Nana et Lila, hasta el arte de la antigua Grecia para Le Songe du Minotaure.
En colaboración con los artistas plásticos Jorge y Lucy Orta, representa el caos del mundo contemporáneo tras los atentados del 11 de septiembre en el espectáculo Borderline (2002). Su obra Corazón Loco, dirigida por Catherine Simonpietri, juega con la fusión y desintegración del amor, y combina bailarines con cantantes líricos del grupo vocal Sequenza 9.3.
Su espectáculo Poeta en Nueva York, inspirado en los poemas de Federico García Lorca y encargado por la Consejería de Cultura de la Junta de Andalucía, reúne cerca de 150000 espectadores durante sus representaciones en el Festival de verano de Granada (dos temporadas), en el Teatro Nacional de Chaillot de París y en  los Teatros del Canal de Madrid.
En 2013, la Compañía de Danza Blanca Li celebra su 20 aniversario realizando una gira formada por cuatro espectáculos con más de 100 representaciones:
- Macadam Macadam se sigue representando con un equipo de bailarines de hip-hop españoles y franceses.
- Garden of Earthly Delights, una fantasía oniríca inspirada en el cuadro de El Bosco.
- Elektro Kif, que pone por primera vez sobre el escenario el nuevo estilo de baile «electro» (una original danza urbana nacida en Francia). Es representado durante una larga temporada en la sala La Cigale en París, tras la gira por Reino Unido, Japón, China, Filipinas, Indonesia y Francia.
- Robot, en colaboración con los artistas japoneses Maywa Denki y robots Nao de Aldebaran. Se estrena en el festival Montpellier Danse de 2013, y termina el año en el prestigioso Teatro de los Campos Elíseos de París tras una temporada de éxito rotundo. Robot abre nuevos horizontes en el mundo del espectáculo al introducir robots en escena. Por este motivo, es aclamado internacionalmente por la prensa.[5][6]

## Opera, teatro, eventos y obras
De forma externa a su compañía, Blanca Li ha coreografiado y producido un gran número de proyectos para instituciones importantes. En 1997, es contratada por la Ópera de Nancy para dirigir y coreografiar dos óperas: La vida breve y El Amor Brujo y, en 1999, la premier mundial de Un Tango Pour Monsieur Lautrec. Ese mismo año, la Ópera de París le pide una coreografía contemporánea para la ópera barroca Las Indias Galantes, dirigida por William Christie y producida por Andrei Serban. (La ópera ballet de Rameau, ahora parte del repertorio de la Opéra, fue lanzada en DVD en 2005). Para el cambio de siglo, Blanca Li crea junto con artistas trapecistas, el ballet aéreo Univers Unique. En el año 2000, a petición de Monique Loudières, la primera bailarina de la Ballet de la Ópera de París, Blanca Li crea Silhouette, un solo en el que ella es la protagonista y que sería representado en el Festival de Aviñón.
En el año 2001, Blanca Li recibe el mayor honor en el mundo de la danza: la propuesta del famoso Ballet de la Ópera de París, que la invita a crear un nuevo ballet basado en Sheherazade de Rimski-Kórsakov, junto con Christian Lacroix como diseñador de vestuario. Ese mismo año, Blanca Li es elegida directora artística y coreógrafa del Berlín Ballet en la Ópera Cómica de Berlín en Alemania, una compañía de 24 bailarines, para los cuales ella crea una nueva versión del Le Songe du Minotaure, que también es representada en el Festival de Mérida en España. Borderline se produce como una premier mundial por el Berlín Ballett en junio de 2002. En marzo de 2003, Blanca Li crea en la Ópera de la Bastilla de París una coreografía para Guillermo Tell, producida por Francesca Zambello. Al Andalus, acompañada de la obra El amor brujo de Manuel de Falla, se estrena en la Opera de Massy antes de ser representada en la Alhambra para el Festival Internacional de Música y Danza de Granada en junio de 2004.
En marzo de 2004, Blanca Li es invitada como coreógrafa para la nueva producción de Don Giovanni en la Ópera Metropolitana de Nueva York, producida por Marthe Keller. En 2005 crea la coreografía para la comedia musical Bagdad Café junto con Bob Telson and Percy Adlon. En octubre de 2008, crea Enamorados Anónimos, un musical representado durante siete meses en el Teatro Movistar, en la Gran Vía en Madrid. En julio de 2009, coreografía Am Anfang de Anselm Kiefer en la Ópera de la Bastilla, un evento especial con motivo del retiro de Gerard Mortier como director. Blanca Li coreografía Quel Cirque! en enero de 2010. Se trata de una pieza corta, de 25 minutos de duración, para el Colectivo Jeu de Jambes, pionero de la música jazz-rock en Francia, encargada por el Festival Suresnes Cités Danse.
En marzo de 2010, dirige y coreografía la ópera Treemonisha de Scott Joplin en el Teatro del Châtelet de París. En junio de ese mismo año, representa en España dos óperas del compositor contemporáneo Luis de Pablo, Very Gentle y Un parque (Teatros del Canal, Madrid).
En el ámbito de las artes visuales y multimedia, el MUSAC  (Museo de Arte Contemporáneo de Castilla y León) invita a Blanca Li a realizar su primera exposición: Te voy a enseñar a bailar, del  26 de enero hasta el 4 de mayo de 2008.
En septiembre de 2009, como parte de la Noche en Blanco de Madrid, Blanca Li diseña Ven a bailar conmigo, una obra audiovisual e interactiva, en la que decenas de miles de personas bailan por las calles de la capital española. La edición francesa de la Fête de la Danse de Blanca Li se convierte en un importante acontecimiento en el Grand Palais de París en septiembre de 2011. En él participan más de 15000 personas, y posteriormente es encargado por el Museo Guggenheim de Bilbao en 2012 y por el centro cultural Odysud de Toulouse en 2013.
Representa numerosos desfiles y eventos para Stella McCartney, Hermès, Jean-Paul Gaultier, H&M, Target, Just One Eye y muchos otros en París, Londres, Nueva York, Los Ángeles o Shanghái.
En 2019 Blanca Li es nombrada directora de los Teatros del Canal en Madrid.

## Películas, publicidad y vídeos musicales
Desde el principio, Blanca Li amplía su actividad participando como coreógrafa en la industria cinematográfica, en películas como Felpudo Maldito de Josiane Balasko, Limpieza en seco de Anne Fontaine), La espuma de los días de Michel Gondry, Los amantes pasajeros de Pedro Almodóvar. También se dedica al mundo publicitario (Perrier, Gap, Jean-Paul Gaultier, Prada, Lancôme, Longchamp, Beyoncé, H&M, Kookai, Kenzo) y realiza vídeos musicales con artistas como Daft Punk (en Around the World), Blur (en Music Is My Radar) , Rita Mitsouko, Goldfrapp, Kanye West, Paul McCartney, Coldplay (en True Love) y otros.
Escribe guiones y rueda su primer cortometraje: Angoisse (Angustia), galardonado con cuatro premios en los festivales de Brest (1999), Grenoble (1999) y Créteil (2000). En este último recibe el premio del público y el premio a mejor cortometraje. Dirige numerosos proyectos audiovisuales y cortometrajes cómicos (And so on, la Paella, Un après-midi, Sandance, Home Fitness). Además de todos esos proyectos, dirige una adaptación de su obra coreográfica Al Andalus para la cadena televisiva ARTE en el año 2002.
Su primer largometraje, Le Défi (El Desafío), se estrena en mayo del año 2002. Se trata de una comedia musical de estilo hip hop interpretada por Sofía Boutella, Amanda Lear y otros 150 bailarines y bailarinas. Goza de un gran éxito en taquilla: 300.000 espectadores acuden a verla en Francia, donde se mantiene en cartelera durante cuatro meses. Blanca Li trabaja como directora, coreógrafa, bailarina y actriz. En mayo de 2004, esta película es elegida para el Festival de Cine de TriBeca, en Nueva York.
En 2009, confirma su aparición como uno de los personajes principales en la película Cambio de planes, dirigida por Danièle Thompson. También en 2009 dirige un episodio para la segunda temporada de la serie X Femmes emitida en Canal+ Francia, titulado Pour Elle (Por Ella) y protagonizado por Victoria Abril. Su segundo largometraje como directora es Pas à Pas (Paso a Paso), un documental sobre el proceso creativo de Corazón loco, que se estrena en los teatros franceses en enero de 2010. En 2013, dirige el rodaje de sus espectáculos Elektro Kif y Robot para France Télévisions.
Su largometraje Robot, director's cut se estrena el 2 de febrero de 2015 en el festival Dance on Camera del Lincoln Center Film Society (Sociedad Fílmica del Lincoln Center).
Su quinto largometraje como directora, Elektro Mathematrix, es una adaptación musical de su espectáculo Elektro Kif. Su rodaje tiene lugar en un instituto de París en 2014.

## Controversias
En 2022, mientras dirigía los Teatros del Canal, fue denunciada por Paco Bezerra, Premio Nacional de Literatura Dramática en 2009, por censurar su obra 'Muero porque no muero' estando ya acordada su programación. Blanca Li dijo haberla cancelado a tres días de la publicación de la programación por "cuestiones económicas" e incluso culpando a la inflación. Sin embargo, la obra estaba seleccionada por la Red Prospero Expanded Theater y, siempre según la versión del propio Bezerra, contaba con 45.000 € de los 50.000 € que inicialmente corrían a cargo de los Teatros del Canal (el resto lo pagaba la productora Bitó). Supuestamente, la red teatral europea Próspero, al enterarse de la situación, ofreció cubrir los 5.000 € restantes, sin que ellos supusiera la reposición de la obra, siempre en palabras de Bezerra.
Posteriormente, Serge Rangoni, director del Theatre de Liège y responsable del proyecto Prospero estipulaba que esa subvención habitualmente cubría algo menos del 50% de la producción, y que los Teatros solían sumar además otros gastos, como la grabación de la obra para su emisión en una plataforma especializada. La cantidad que debían aportar los Teatros del Canal, en palabras de Rangoni, "quizá estaría por encima de los 70.000 euros de los que habla Mariano de Paco"  (en aquel entonces director gerente de los Teatros del Canal), en un año donde el presupuesto de los teatros se mantenía en 3.600.000 euros, cantidad similar a las anteriores, pero ahora a repartir entre doce meses en lugar de seis. Nótese que Teatros del Canal no tiene una oficina de producción propia, solo coproduce con promotores e instituciones privados y/o públicos y siempre como coproductor minoritario. 
La obra trae a Santa Teresa de Jesús resucitada al presente, donde entra en contacto con la prostitución, las drogas y la ocupación en una lectura de su vida que establece equivalencias con cómo sería en el presente. Bezerra siempre ha esgrimido que esto no gustó a ciertos grupos políticos. En la Comisión de Cultura de la Asamblea, Gonzalo Babé, portavoz de Vox, venía cuestionando el estreno de determinadas obras al PP.
Blanca Li fue invitada a comparecer frente a la Comisión de Cultura de la Asamblea de Madrid por representantes de PSOE y Más Madrid, pero declinó la comparecencia, que es voluntaria, como recoge la normativa de la cámara de representantes madrileña. Meses después de la polémica, negó haber sucumbido a la presunta censura por parte del grupo parlamentario Vox, que en 2023 participará como promotor político en una campaña de cancelación y censura local más explícita como resultado de su entrada en gobiernos autonómicos y locales.
En diciembre de 2022, después de que Blanca Li esgrimiera "amenazas" y "acoso en las redes" por parte de Bezerra, y de que el dramaturgo pidiera metafóricamente "la cabeza" de la directora en una columna de opinión, el dramaturgo promovió un Manifiesto en apoyo a sí mismo que firmaron más de 170 personalidades de la cultura como Pedro Almodóvar, Juan Diego Botto, Elisabeth Duval, Javier Bardem o Lola Blasco entre otras. El manifiesto se declaraba también a favor de que los directores artísticos teatrales, como Blanca Li, trabajen "con libertad" y sin injerencias políticas.

## Premios
- Por el espectáculo Nana et Lila
  - Premio «public off» del mejor espectáculo de danza en el Festival de Aviñón Off (1993)
- Por el espectáculo Macadam Macadam
  - Premio Globo de Cristal al mejor espectáculo 2006 en la categoría ópera danza adjudicado por 3000 periodistas de la prensa escrita y televisiva francesa. (2007)
- Por el cortometraje Angoisse (Angustia) 
  - Premio del público en el Festival europeo de cortometraje de Brest (1999)
  - Premio Fuji Festival de cortometraje de Grenoble (1999)
  - Premio mejor cortometraje en el Festival Internacional de Cine de Mujeres de Créteil (2000)
  - Premio del público en el Festival Internacional de Cine de Mujeres de Créteil (2000)
- Por el largometraje Le défi (El Desafío)
  - Premio del Público (Audience choice award), festival Moving Picture, Toronto
- Por Poeta en Nueva York
  - Premio Max a la mejor coreografía (2008)

### Distinciones individuales por su carrera artística
- Nombrada Caballero de la Orden Nacional del Mérito, por la ministra delegada de Asuntos Exteriores, Francia, mayo de 2004
- Premio Manuel Falla atribuido por el jurado en unanimidad, por «su contribución innovadora a la danza contemporánea, en reconocimiento a su trayectoria profesional de creación y difusión de la cultura andaluza a nivel internacional», adjudicado por la Consejería de Cultura de la Junta de Andalucía, España, diciembre de 2004.[24]
- De 2006 a 2010, Blanca Li desempeña la labor de directora del CAD (Centro Andaluz de Danza), un instituto para bailarines profesionales en Sevilla en el que crea una sección de hip-hop y un programa sobre la Escuela Bolera, un género español casi desaparecido en esa época.
- Nombrada Oficial de la Orden de las Artes y las Letras por el ministro de la Cultura y de la comunicación, Francia, marzo de 2007.
- En octubre de 2009 se le concede en España la Medalla de Oro al Mérito en las Bellas Artes, una distinción para 20 figuras importantes en el arte y la cultura.[25]
- En 2013 se crea una entrada sobre Blanca Li en el diccionario francés Petit Larousse!
- En 2014 el presidente francés François Hollande le otorga la insignia de Caballero de la Legión de Honor.[26]
- En 2018 fue galardonada con el Premio Prestigio Turístico del Ayuntamiento de Granada con el Galardón de Honor Internacional.[27]
- El 24 de abril de 2019 fue elegida miembro de la Academia de Bellas Artes de Francia, en la sección de coreografía.[28][29] Tomó posesión de su asiento el 20 de octubre de 2021.[30]

## Filmografía

### Largometrajes
| Año  | Película             |
| ---- | -------------------- |
| 2002 | Le défi (El desafío) |
| 2009 | Paso a paso          |
| 2011 | Cena de amigos       |

### Televisión
- X Femmes (2009), 2.ª temporada, ep. 2., «Pour elle (For her)» (con Victoria Abril). Directora.[31]
- Bailando con las estrellas (2024). Jurado.

## Discografía

### Álbumes de estudio
- 1989 - Xoxonees (Epic - CBS)
- 1992 - Duplex (RTVE) - Disco compartido con Paco Clavel, Blanca Li aparece como Sara Gossa